# Otagi Nenbucudzsi
Az Otagi Nenbucudzsi (愛宕念仏寺) Kiotó egyik buddhista temploma, amely a zarándokok által faragott kőszobrairól híres.

## Története
Az első templomot Kóken japán császárnő építtette 766-ban a Gionhoz közeli Higasijamában. A 8. század végén a Kamo-folyó áradása elmosta az épületet, amelyet csak a 918 és 984 között élő Naigu Szenkan buddhista szerzetes építtetett újjá. A helyiek örömmel fogadták a templomot, és felállították a balszerencse ellen védő, ezerkezű Bódhiszattva (Jaku-joke Szendzsu Kannon) szobrát, amelyet maga Naigu Szenkan faragott ki.
A templom ma is látható fő vonalai a Kamakura-időszak (1192-1333) közepén alakultak ki. Ebben a periódusban valószínűleg ismét újjáépítették a templom központi csarnokát. A benn látható Buddha-szobor szemei nem szimmetrikusak, hogy kifejezzék könyörületének kettős mivoltátː a szigorúságot és a gyöngédséget. 1922-ben a templomot és kapuját áthelyezték mai, biztonságosabb helyére. Ennek ellenére egy tájfun ismét lerombolta az építményt.
1955-ben az Otagi Nenbucudzsi vezetőjének a szobrász és restaurátor, buddhista szerzetes Nisimura Kocsót (1915-2003) nevezték ki, aki megkezdte a templom átépítését és környezetének művészeti átalakítását. A munkálatok 1981-től tíz éven át tartottak. A fő terv 1200 rakan (Buddha követője) szobrának megmintázása volt. A szobrokat, amelyek ma a templomot körülvevő hegyoldalt borítják, zarándoklatra érkező hétköznapi emberek faragták Nisimura Kocsó irányításával.
A szerzetes arra biztatta az amatőr szobrászokat, hogy leljék meg, és hozzák felszínre a kövekben rejlő egyedi figurákat. A szobrok némelyike komoly ábrázatú, imádkozó alak, de sok a nevető, grimaszoló figura is. Egyes alakok olyan tárgyakat tartanak, amelyek készítőjük hobbiját, szenvedélyét mutatják. Japánban nincs hasonló templom, ahol a szobrok ennyire eklektikus keveréket alkotnának, egyszerre jelenítve meg a lelki és az anyagi világot.

## Zarándokszobrok

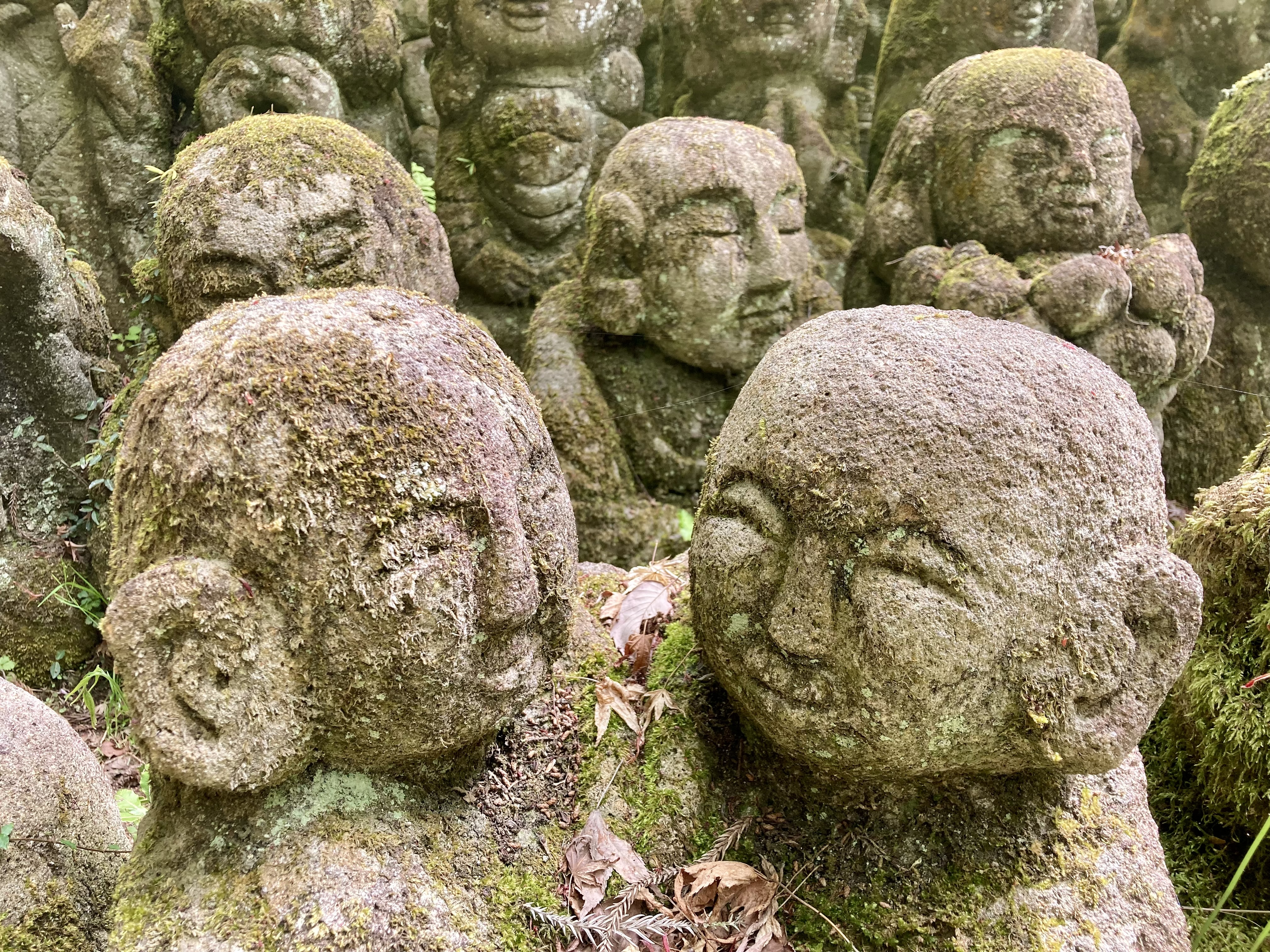
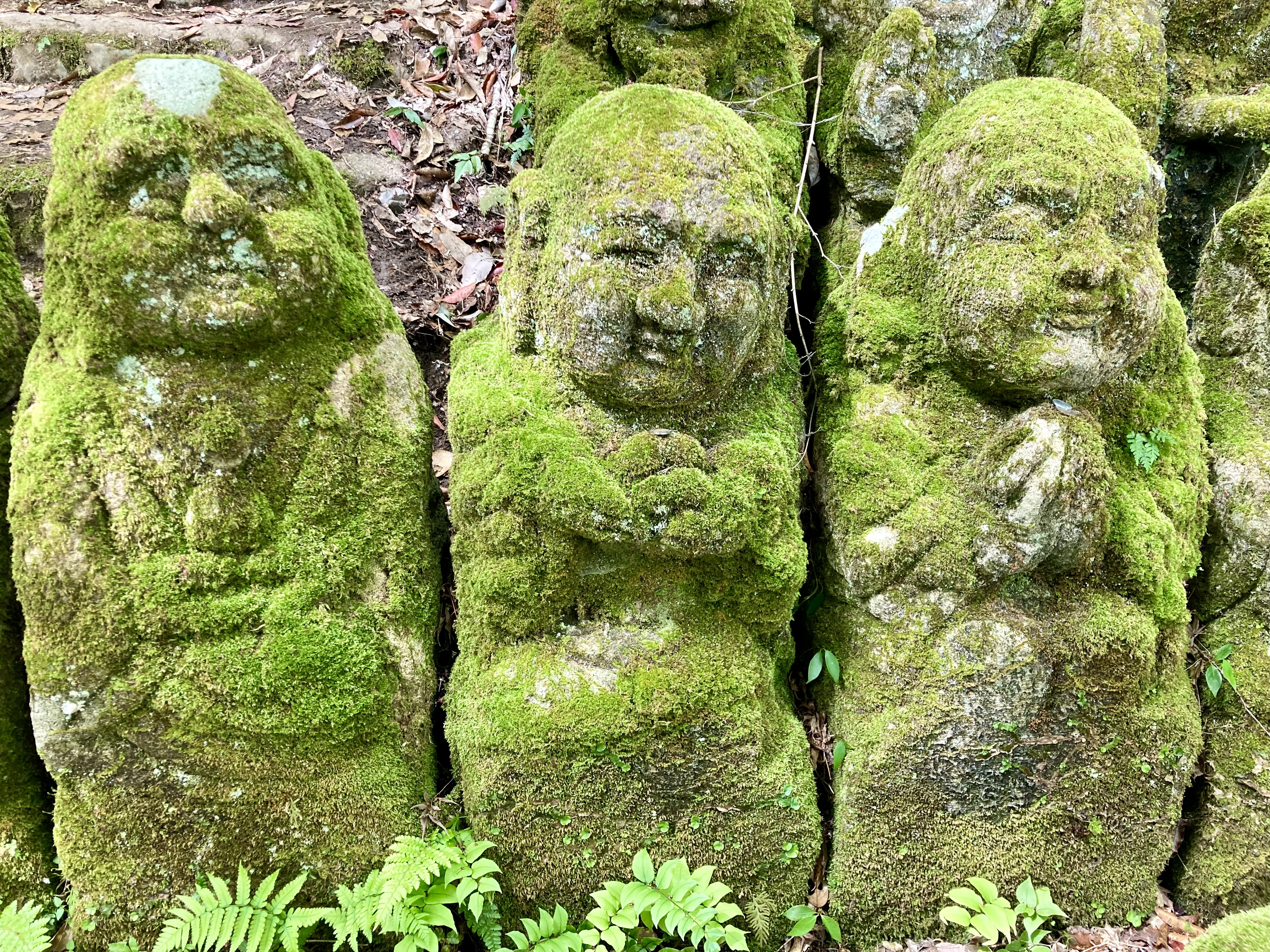
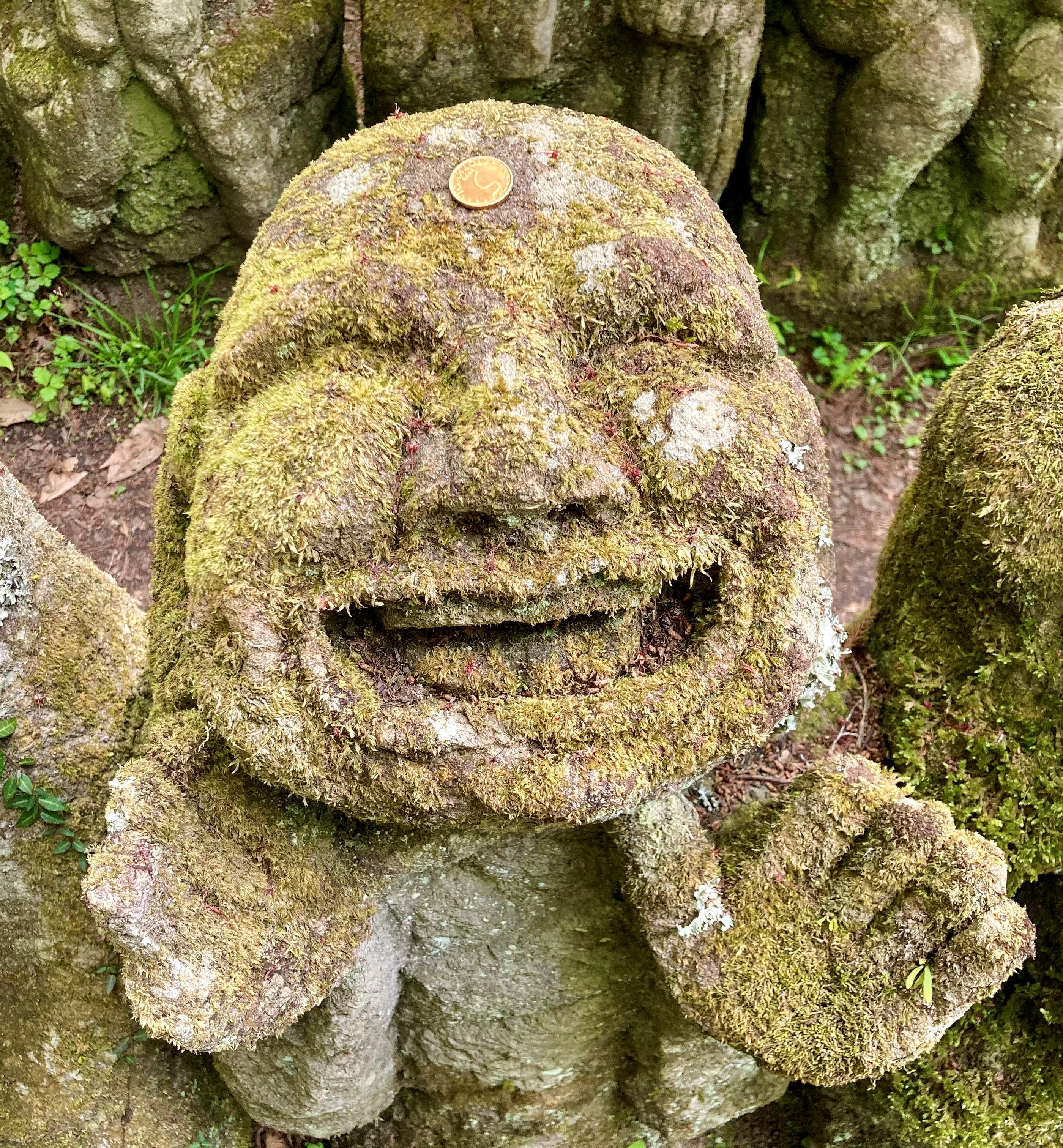
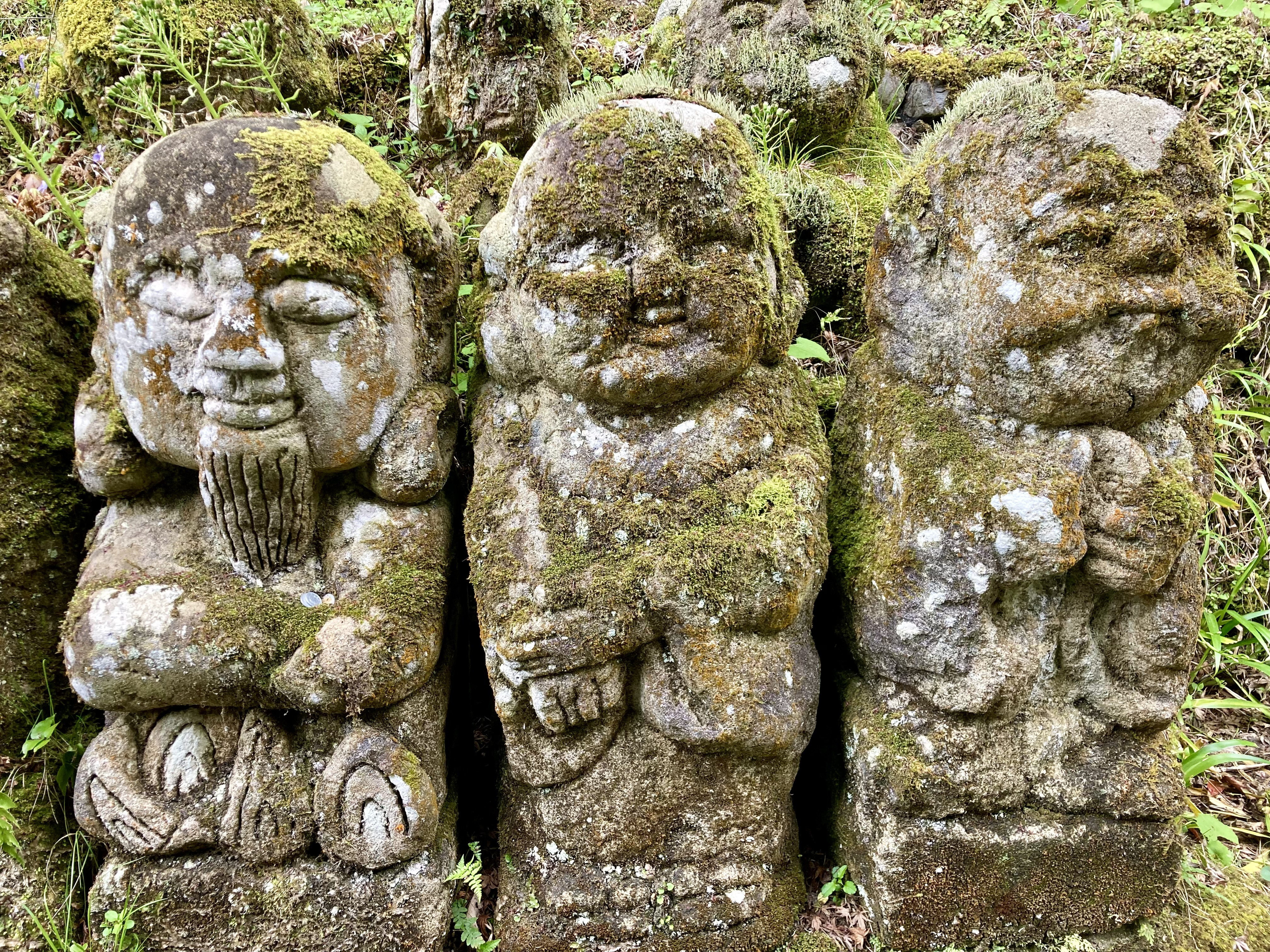
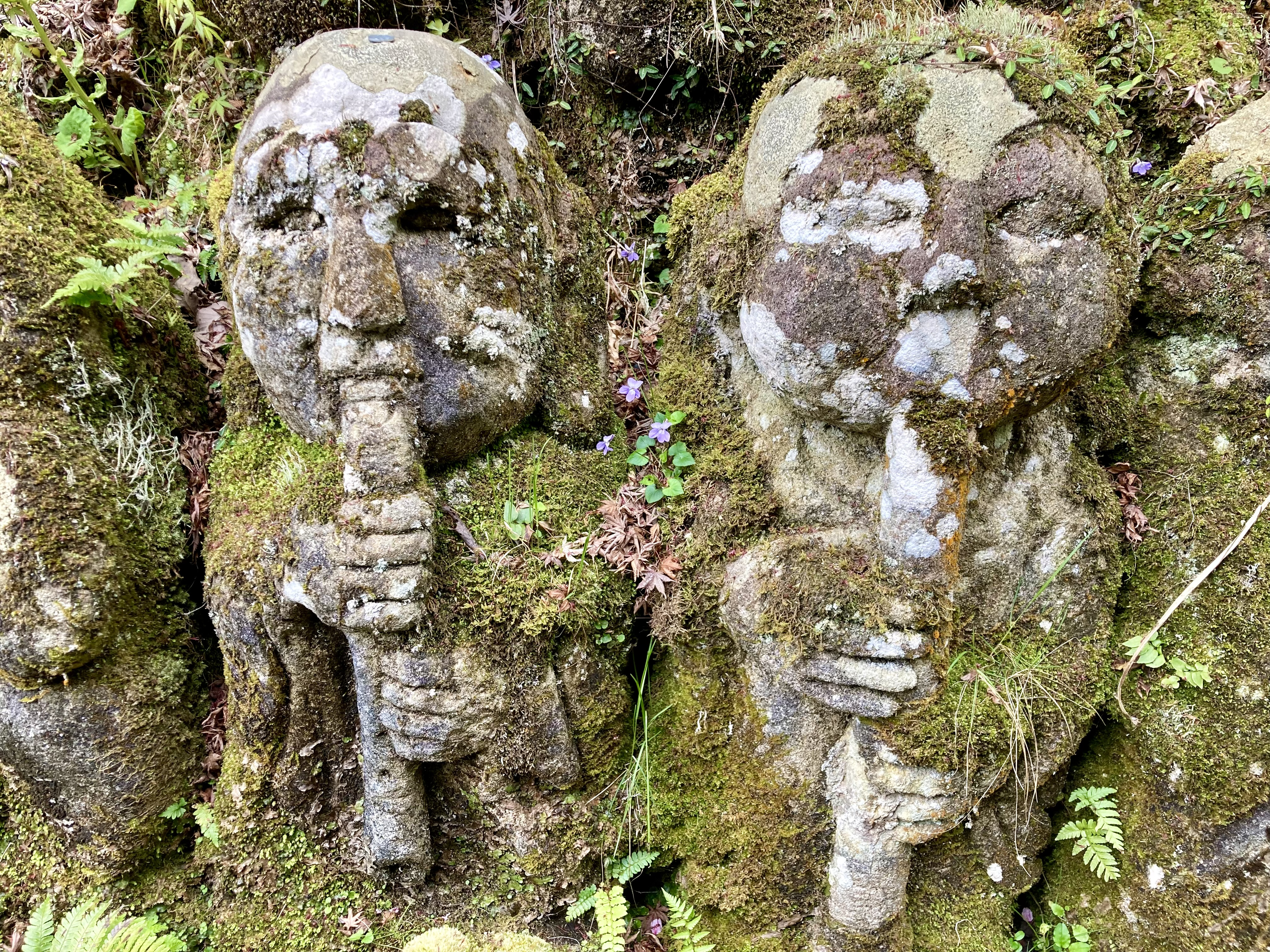